# Grèvol de Ventolà
El Grèvol de Ventolà (Ilex aquifolium) és un arbre que es troba a Ventolà (Ribes de Freser, el Ripollès).

## Dades descriptives
- Perímetre del tronc a 1,30 m: 1,95 m (tronc 1), 0,88 m (tronc 2), 0,68 m (tronc 3) i 0,65 m (tronc 4), de la base 1, i 0,99 m el tronc de la base 2.[1]
- Perímetre de la base del tronc: 2,25 m (base 1) i 1,04 m (base 2).[1]
- Alçada: 11 m.
- Amplada de la capçada: 8,50 m.
- Altitud sobre el nivell del mar: 1.433 m.

## Entorn
Es troba en un extrem d'un hort de muntanya amb carabassina i saüquer com a espècies de l'entorn immediat, entre d'altres. Abunda la cotxa fumada, i a la bassa hi ha capgrossos de gripau d'esperons i larves de salamandra. A l'entorn immediat hi ha l'hort de Can Joanó, on es conreen mongetes perones, patates, pebrots, cebes i coliflors.

## Aspecte general
Té un aspecte bastant acceptable. Presenta alguna branca amb vells atacs d'alguna plaga, però segurament han estat frenats amb ajuda humana. Segons la gent del poble, l'arbre va passar penúries l'any 2007, però en aquests moments l'aspecte general és vital i ufanós. És especial tant per l'amplada de la capçada (excepcional en un individu de la seua espècie) com per les dimensions dels perímetres (tant basals com d'1,30 m). El grèvol és un arbre dioic i aquest exemplar, en concret, és femella.

## Observacions
Des del 1988 un rètol ja en reclamava la protecció, però fins a l'any 2005 no va ser declarat, oficialment, arbre d'interès local i arbre monumental (mitjançant una actualització d'una primera llista de l'any 2000).

## Accés
Cal agafar la carretera que va de Ribes de Freser a Ventolà (GIV-5218) i, en arribar al petit municipi, veurem el gran grèvol a mà dreta, a l'entrada del poble. GPS 31T 0428875 4685394.